# Kandukur
Kandukur (Telugu కందుకూరు Kandukūru) ist eine Stadt im indischen Bundesstaat Andhra Pradesh.
Die Stadt liegt im Distrikt Sri Potti Sriramulu Nellore. Kandukur hat den Status einer Municipality. Die Stadt ist in 22 Wards (Wahlkreise) gegliedert.

## Demografie
Die Einwohnerzahl der Stadt liegt laut der Volkszählung von 2011 bei 57.246. Kandukur hat ein Geschlechterverhältnis von 999 Frauen pro 1000 Männer und damit einen für Indien häufigen Männerüberschuss. Die Alphabetisierungsrate lag bei 74,8 % im Jahr 2011. Knapp 81 % der Bevölkerung sind Hindus, ca. 18 % sind Muslime und ca. 1 % gehören einer anderen oder keiner Religion an. 10,1 % der Bevölkerung sind Kinder unter 6 Jahren.